# Sina család
A hodosi és kizdiai báró Sina család egy mára már kihalt, aromán származású, gazdag bankár család, mely magyar főnemesi címmel is rendelkezett.

## Története
A Magyarországon először letelepedett tagja e családnak Simon volt, aki már birtokokat is szerzett hazánkban. Ennek a Simonnak első feleségétől született fia, György rengeteg birtokot vásárolt magának, nagyrészt Temes vármegye területén. A meglehetősen tehetős bankár 1818-ban magyar nemességet, 1828-ban pedig báróságot kapott hodosi és kizdiai előnévvel. A Pest - Budán akkoriban épült Lánchídnak a legjelentősebb finanszírozója volt. Egyetlen fiára, a híres mecénás Simonra, az akkori vagyonbecslés szerint nagyjából 80 millió forintnyi értéket hagyott. Simon a diplomáciai pályán is kitűnően mozgott. Egyetlen fia nem érte meg a felnőttkort, csak leányai maradtak, így kihalt e gazdag család, leányági leszármazottai azonban neves görög és német családok tagjaiként ma is élnek.

## Jelentősebb családtagok
- Sina György (1782–1856) neves kereskedő és bankár
- Sina János (18–19. század) a Sina-bankház igazgatója, mecénás
- Sina Simon (1810–1876) földbirtokos, mecénás, diplomata